# Confignon
Confignon is een gemeente en plaats in het Zwitserse kanton Genève.
Confignon telt 3469 inwoners.